# Кожурлинский сельсовет
Кожурлинский сельсовет — сельское поселение в Убинском районе Новосибирской области Российской Федерации.
Административный центр — село Кожурла.

## История
Статус и границы сельского поселения установлены Законом Новосибирской области от 2 июня 2004 года № 200-ОЗ «О статусе и границах муниципальных образований Новосибирской области».

## Население
| 2002  | 2010  | 2012  | 2013  | 2014  | 2015  | 2016  |
| ----- | ----- | ----- | ----- | ----- | ----- | ----- |
| 1574  | ↘1265 | ↘1225 | ↘1216 | ↘1189 | ↘1173 | ↘1149 |
| 2017  | 2018  | 2019  | 2020  | 2021  |       |       |
| ↘1124 | ↘1104 | ↘1092 | ↘1060 | ↘1034 |       |       |

## Состав сельского поселения
| № | Населённый пункт | Тип населённого пункта       | Население |
| - | ---------------- | ---------------------------- | --------- |
| 1 | Жданковский      | посёлок                      | ↘47       |
| 2 | Кожурла          | село, административный центр | ↘1218     |

Ликвидированы в 2010 году селения Кожурлинского сельсовета Блиновский, Новоягодный.